# War in the South Pacific
War in the South Pacific est un jeu vidéo de type wargame créé par Gary Grigsby et publié  par Strategic Simulations en 1987 sur Apple II et Commodore 64. Le jeu simule, au niveau opérationnel, des combats navals, aériens et terrestres dans l'océan Pacifique entre mai 1942 et mars 1943 pendant la Seconde Guerre mondiale. Il propose de simuler le conflit à partir de trois dates – 1er mai, 8 août ou 17 octobre 1942 – et pour différentes durée. Dans le premier cas, le scénario ne correspond pas à la réalité historique puisque le jeu considère que les japonais ne se sont pas engager dans l’invasion des îles Midway et que tous les navires ayant été détruit lors de la bataille de Midway sont donc encore disponibles. Dans les deux autres, le scénario se focalise sur la bataille de Guadalcanal. Le jeu se déroule au tour par tour, chaque tour représentant une durée d’une ou huit heures. Chaque tour est divisé en trois phases : une phase d’ordre pour chaque joueur, puis une phase d’action ou ses ordres sont exécutés. Les phases d’ordres sont cependant généralement ignorées afin que l’action se déroule en continu et pour commander ses unités, le joueur peut à tout moment appuyer sur la touche O afin que le jeu bascule dans la phase d’ordre.
À sa sortie, War In The South Pacific fait l’objet d’une critique plutôt mitigée dans Computer Gaming World où il est décrit comme une bonne simulation, comme on peut l’attendre de Gary Grigsby et de Strategic Simulations, qui est cependant difficile à prendre en main du fait de sa complexité et des lacunes de son manuel, de son interface graphique et de son moteur de jeu, que l’auteur du test  impute en partie au manque de mémoires des machines 64  Ko. Ce dernier estime donc qu’il s’agit sans doute du dernier « monster game » de Strategic Simulations sur ce type d’ordinateur et ne le recommande qu’aux wargamers confirmés ayant un intérêt particulier pour le théâtre Pacifique de la Seconde Guerre mondiale. En France, il fait en revanche l’objet de critiques plutôt positives dans le magazine Tilt où il est décrit comme un jeu« complet, sans être trop compliqué » qui combine de manière agréable les stratégies navale, terrestre et aérienne mais qui reste néanmoins réservé aux passionnés du genre du fait de son réalisme, de sa complexité et de son austérité.

## Système de jeu
War In The South Pacific est un wargame qui simule, au niveau opérationnel, des combats navals, aériens et terrestres dans l'océan Pacifique entre mai 1942 et mars 1943 pendant la Seconde Guerre mondiale,. Le jeu se déroule sur une carte représentant le sud de l’océan Pacifique avec à l'extrémitée ouest la Nouvelle-Guinée, les îles Truk et Brisbane et à l'est les îles Fidji et Makin. La carte est divisée en 40x48 cases carrées, chacune d’elles représentant une distance d’environ 50 miles. Avant de débuter une partie, le joueur doit d’abord sélectionner une des trois date de départ proposées : 1er mai, 8 août ou 17 octobre 1942. Dans le premier cas, le scénario de correspond pas à la réalité historique puisque le jeu considère que les japonais ne se sont pas engager dans l’invasion des îles Midway et que tous les navires ayant été détruit lors de la bataille de Midway sont donc encore disponibles. Dans les deux autres, le scénario se focalise sur la bataille de Guadalcanal. Pour chacune des dates, il peut ensuite choisir de simuler une période comprise entre une et huit semaines, ou de jouer l’intégralité de la campagne, qui se termine en mars 1943. Le jeu se déroule ensuite au tour par tour, chaque tour représentant une durée de une ou huit heures, suivant l’option choisie. Chaque tour est divisé en trois phases : une phase d’ordre pour chaque joueur, puis une phase d’action ou ses ordres sont exécutés. Généralement, les phases d’ordres sont ignorées afin que l’action se déroule en continu. Pour commander ses unités, le joueur peut à tout moment appuyer sur la touche O afin que le jeu bascule dans la phase d’ordre. Il peut alors donner des ordres appartenant à six catégories : détachement, porte-avions, aérodrome, port, armée et engagement. Les ordres de détachement permettent d’attribuer différents types de missions à un navire. Les porte-avions et les aérodromes permettent de donner des ordres à l’aviation, incluant les escortes, les patrouilles de reconnaissance, les bombardements ou les transferts. Les ports permettent principalement de créer de nouveaux détachements de navires, à partir de ceux présent sur place, ou une armée à partir de la garnison du port. Les ordres d’armée permettent alors de contrôler ces armées, qui peuvent se déplacer, attaquer ou créer de nouvelles bases. Enfin, les ordres d’engagement permettent d’acheter, grâce à des points reçus à chaque tour, des navires de remplacement parmi ceux disponible à l’époque dans le Pacifique. Le menu d’ordre lui permet également de consulter la date et l’heure, d’activer ou de désactiver le son, de terminer la partie ou de voir quels sont les navires ayant été coulés.  
Quatre-cent navires, de 76 classes différentes, sont disponibles dans le jeu, tous les navires d’une taille équivalente ou supérieure à un destroyer étant représentés, incluant des sous-marins, des navires pétroliers, des transporteurs ou des porte-avions. Seuls les navires de support, comme les navires hôpital ou les navires de ravitaillement, ne sont ainsi pas représentés dans le jeu.  Chaque navire est caractérisé dans huit domaines : principaux canons, batterie anti-aérienne, torpilles, vitesse, flottaison, blindage, capacité de transport et réserves de carburant. De plus, les porte-avions sont également caractérisés par le nombre d’avions qu’ils peuvent transporter ainsi que par le nombre d’opération (décollage ou atterrissage) qu’ils peuvent effectuer en une heure.

## Publication
War in the South Pacific est développé par Gary Grigsby. Initialement prévu pour 1986, sa sortie est différée d’un an du fait de nombreux défauts et bugs que les développeurs tentent de corriger. Les différents modules du jeu utilisent cependant la quasi-totalité de la mémoire des ordinateurs 64K et, faute de place, certains bugs ne sont donc pas corrigés. Le jeu est finalement publié par Strategic Simulations en mars 1987 sur Apple II et Commodore 64. 

## Accueil
| War in the South Pacific |      |                        |
| Média                    | Nat. | Notes                  |
| Tilt                     | FR   | 15/20 (Ap) 14/20 (C64) |

Après sa sortie en 1987, War In The South Pacific fait l’objet d’une critique plutôt mitigée du journaliste Bob Proctor dans Computer Gaming World. Celui-ci estime en effet qu’il s’agit d’une bonne simulation, comme on peut l’attendre de Gary Grigsby et de Strategic Simulations, mais que le jeu est difficile à prendre en main du fait de sa complexité, mais aussi de son manuel, dans lequel il manque un tutoriel. Il met également en avant quelques lacunes dans son interface et dans son moteur de jeu, qu’il impute en partie au manque de mémoires des machines 64  Ko qui n’a pas permis aux développeurs de corriger certains bugs. En conclusion, il estime donc qu’il s’agit sans doute du dernier « monster game » de Strategic Simulations sur ce type d’ordinateur et ne le recommande qu’aux wargamers confirmés ayant un intérêt particulier pour le théâtre Pacifique de la Seconde Guerre mondiale. En France, le jeu fait en revanche l’objet de critiques plutôt positives dans le magazine Tilt. Concernant la version Apple II du jeu, Laurent Schwartz estime ainsi qu’il se révèle « complet, sans être trop compliqué », et  qu’il combine de manière agréable les stratégies navale, terrestre et aérienne. Dans sa critique de la version Commodore 64, Olivier Hautefeuille met de son côté en avant l’austérité, le réalisme et la qualité du jeu qu’il estime être « réservé aux passionnés du genre ».